# Скрилє
Скрилє (словен. Skrilje) — поселення в долині Віпави в общині Айдовщина. Висота над рівнем моря: 150,8 метрів.